# دشت لهباز (لارستان)
دشت لهباز (بالفارسية: دشت له‌باز) (بالإنجليزية: Dasht-e Lahbaz)‏، قرية في ناحية بنارويه، قسم ده فيش الريفي، مقاطعة لارستان، محافظة فارس، إيران. سُجلت في إحصاء عام 2006 ميلادية ولم تسجل أي معلومات عن عدد سكانها.